# Pestbackens naturvårdsområde
Pestbacken är ett naturvårdsområde (sedan 1998 likställt med naturreservat) i Bromölla kommun i Skåne län.
Området är skyddat sedan 1988 och är 8 hektar stort. Det är beläget söder om Gualöv och består av en sanddyn, 5-10 meter hög och cirka 600 meter lång. Sanddynen har bildats genom flygsandsdrift på 1600-talet efter det att skog avverkats.
Numera är området bevuxet med tallskog och i fältskiktet växer bland annat linnea, spindelblomster, ryl och grönpyrola. Ungefär 200 meter norr om sanddynen finns en pestkyrkogård från 1700-talet som antas ha gett namn åt området. 